# Косорогий калоед
Косоро́гий калоед (лат. Onthophagus fracticornis) — вид пластинчатоусых жуков из подсемейства скарабеин.

## Описание
Имаго длиной 6—9,5 мм. Голова и переднеспинка чёрные с бронзовым, реже зелёным блеском. Крапинки на надкрыльях чёрные, шов надкрылий зелёный с металлическим отливом. Переднеспинка самок впереди без бугорков.

## Синонимы
В синонимику вида входят следующие биномены:
- Onthophagus anonymus Delabie, 1956
- Onthophagus flavescens Seabra, 1907
- Onthophagus irroratus Faldermann, 1835
- Onthophagus maculatus Cleu, 1953
- Onthophagus marginatus Mulsant, 1842
- Onthophagus nasutus Mulsant, 1842
- Onthophagus pauperatus Mulsant, 1842
- Onthophagus semiflavus Reitter, 1893
- Onthophagus sublaminatus Mulsant, 1842
- Onthophagus subrecticornis Mulsant, 1842
- Onthophagus tricuspidus Mulsant, 1842
- Onthophagus virescens Seabra, 1907
- Scarabaeus fracticornis Preyssler, 1790basionym
- Scarabaeus herbsti Brahm, 1790